# Calico (企業)
Calico LLCは、アメリカの生物工学の研究開発企業である。2013年9月18日にBill MarisとGoogleの資金援助によって設立された。老化とそれに伴う病気を縮小、予防することが目的である。Googleの2013年のFounders' Letterの中で、ラリー・ペイジはCalicoを「health, well-being, and longevity」にフォーカスした企業であると述べている。企業の名前は、「California Life Company」のアクロニムとなっている。
2015年、GoogleはAlphabet Inc.へと再編され、CalicoはGoogleなどと並ぶ新しい子会社になった。2018年時点では、Calicoは薬品や生物工学の製品をまだ製造していない。

## パートナーシップとスタッフ
2014年9月、CalicoはAbbVieとパートナーシップを結び、老化や、神経変性疾患やガンなどの老化に伴う病気にフォーカスしたR&D施設を立ち上げることを発表した。当初、各企業が3.5億ドルを投資したが、後に追加で5億ドルの投資が行われた。同月、神経変性疾患のための薬品開発に関して、テキサス大学南西メディカルセンターと2M Companiesとパートナーシップを結ぶことも発表した。
2015年、MITとHarvardのBroad Instituteは、「老化に伴う病気と治療法に関する高度な研究」を行うために、Calicoとパートナーシップを結ぶことを発表し、Buck Institute for Research on Agingとのパートナーシップも発表された。2015年、Calicoは、老化の生物学と老化に伴う病気の治療可能性を特定するための研究を行っていたQB3と、人間の寿命の遺伝子に関する研究を行っていたAncestryDNAパートナーシップを結ぶことを発表した。
2017年の年末から2018年の初めにかけて、Calicoは2人の科学者を失った。2017年12月にはR&DのリーダーのHal BarronがGlaxoSmithKlineに転職し、2018年3月にはAIの技術に注力していたDaphne Kollerが、薬品設計に機械学習を応用するベンチャーに転職した。